# Хіми (Оршанський район)
Хіми́ (біл. Хімы) — село в складі Оршанського району розташоване в Вітебської області Білорусі. Село підпорядковане Зубревіцькій сільській раді.
Веска Хіми розташована на півночі Білорусі, в південній частині Вітебської області.